# Guillaume Coustou (hijo)

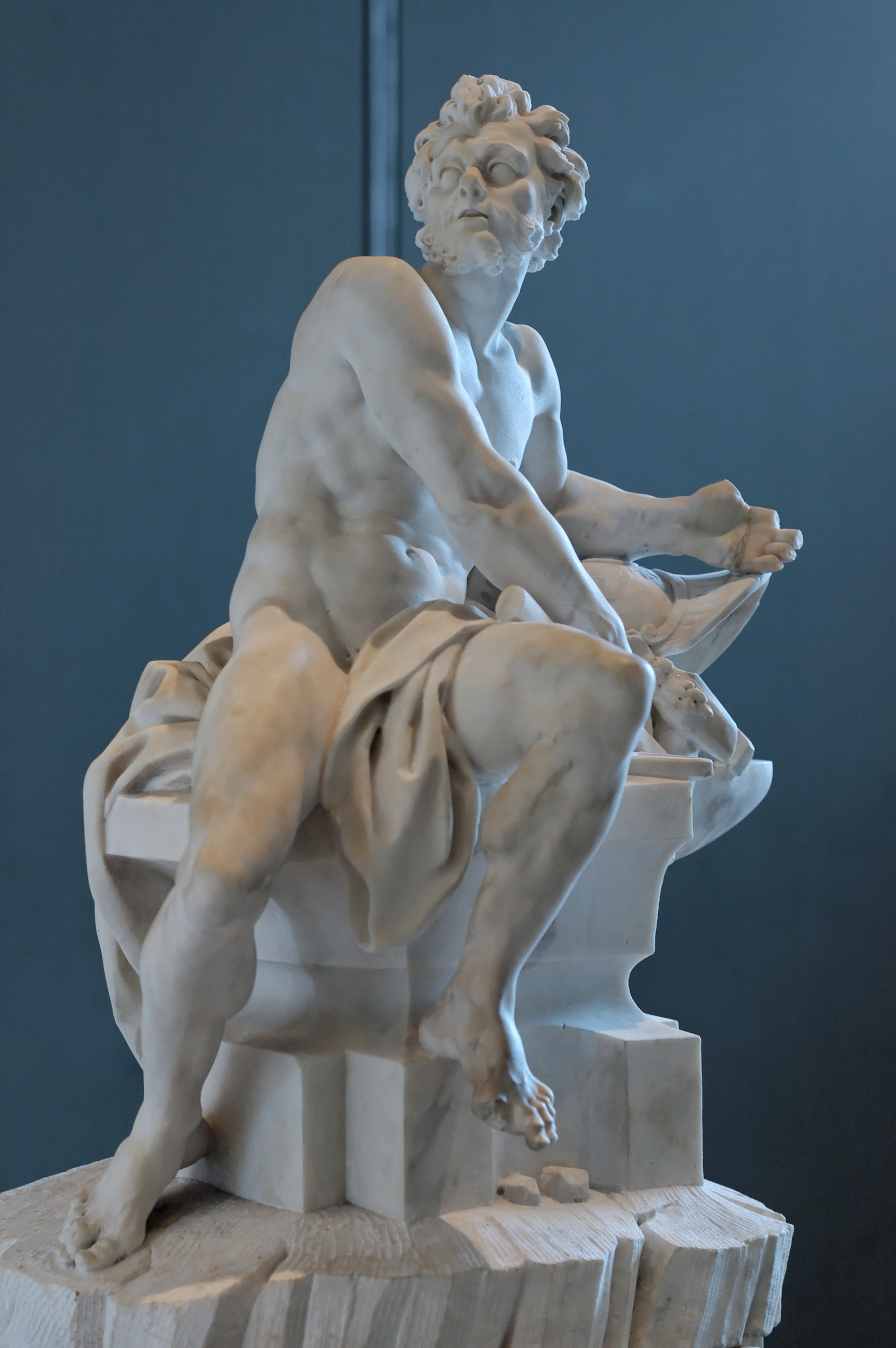
Vulcano, pieza de recepción de Coustou para la Académie Royale, 1742 (Louvre).

Guillaume Coustou el joven (19 de marzo de 1716 - 13 de julio de 1777), fue un escultor francés.

## Biografía
Hijo de Guillaume Coustou y sobrino de Nicolas Coustou, se formó en el taller familiar y estudió en la Academia de Francia en Roma, de 1736 a 1739, como ganador del Premio de Roma del año 1735. Regresó a París, donde completó los famosos "Caballos de Marly" (Chevaux de Marly) encargados por su padre en 1739 para Marly, cuando el más viejo de los Coustou estaba ya demasiado debilitado para sacar adelante el encargo. Estuvieron terminados e instalados en 1745. Fue aceptado en la Académie royale de peinture et de sculpture (1742) y desarrolló una brillante carrera oficial, trabajando influenciado por distintos estilos desde el Barroco tardío de sus morceau de réception, a Vulcano sentado (ver imagen) al sentimental Neoclasicismo temprano del Ganímedes, del que sus afinidades con el Antínoo de la antigua Roma fueron apuntadas por Michael Worley. Produjo retratos en busto así como sujetos religiosos y mitológicos.
Su comisión oficial más prominente y ambiciosa fue el Monumento al Delfín para la Catedral de Sens. La complicada iconografía de su sobrecargado diseño fue dirigida por el artista y erudito Charles-Nicolas Cochin.
Entre sus pupilos se incluyeron dos escultores menores neoclásicos: Claude Dejoux y Pierre Julien (1731-1804), quienes fueron compañeros en el taller de Coustou en los años 1760 y continuaron colaborando sobre diferentes proyectos de esculturas También fue alumno de Coustou el joven escultor danés Johannes Widewelt, que fue colocado en su taller por las oficinas del secretario de la legación danesa, y tomó algo de la claridad de Coustou y su lengua de gesto retórico.

## Obras
- Apoteosis de San Francisco Javier (mármol, c. 1743) Bordeaux, iglesia de St. Paul).
- Apolo (mármol, 1753) encargado por Madame de Pompadour para el parque del château de Bellevue (en Versailles).
- Marte y Venus (mármol, 1769) para Federico II de Prusia en el Palacio de Sanssouci, Potsdam.
- Esculturas de frontón, (caliza, de 1753 en adelante) ejecutado con Michelange Slodtz para los hoteles gemelos de Ange-Jacques Gabriel (a partir de 1753) sobre la Plaza de la Concordia 48°51′58.9″N 2°19′20.6″E / 48.866361, 2.322389
- Ganímedes (mármol, ca 1760 (Victoria and Albert Museum).
- Monumento funerario al Dauphin ", (mármol exento y bronce, 1766-77), Catedral de Sens.
- Busto de Samuel Bernard, mármol hacia 1720, Metropolitan Museum of Art.